# 菊人形

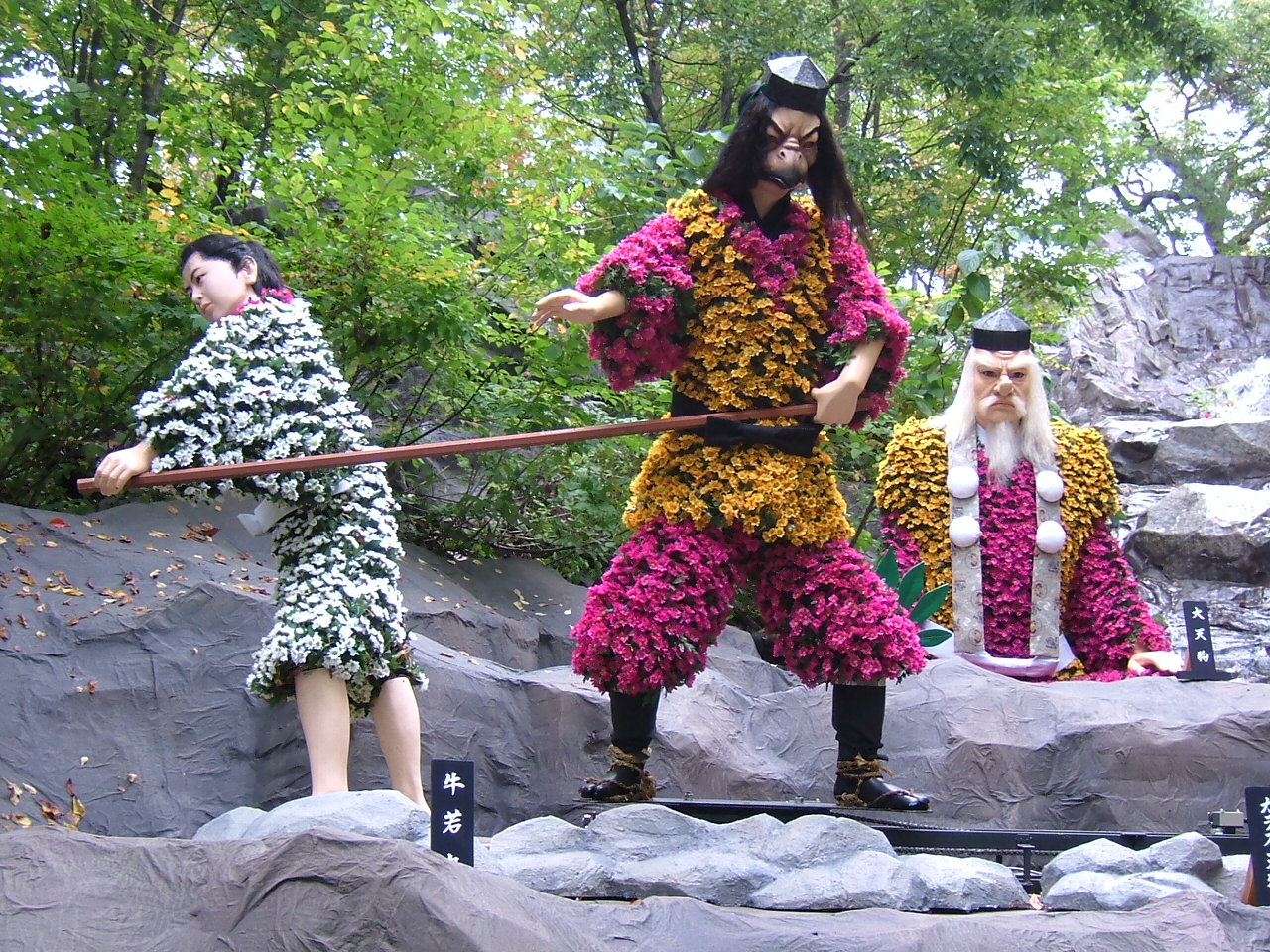
南陽の菊まつり(2005年)

菊人形（きくにんぎょう）は、菊細工の一種で、菊の花や葉を細工して人形の衣装としたもの。また、その人形を展示する興行。

## 概要
菊人形の多くは、頭や手足以外の部分が菊の花でできた等身大の人形である。江戸時代後期、花卉業が盛んであった江戸の染井（ソメイヨシノを産出）や巣鴨の周辺で流行した菊細工が起源である。現代では、菊人形の題材はその年に日本放送協会（NHK）で放送されている大河ドラマが採用されることが多い。

## 歴史
文化年間に江戸で起こった造り菊＝菊細工では、当初船や鶴といった形を作るのが流行したが、天保末頃に人形に形作る細工の流行が起こったと考えられている。
安政頃、団子坂の植木業「植梅」が歌舞伎を題材にした菊人形を手がけて評判となり、近隣の園芸業者が競うように菊人形を手がけ、盛んに行われるようになった。
江戸時代後期、流行していた生人形師のうち安本亀八、山本福松、大柴徳次郎などが人形の頭部・手足を担当し、後世に実物が残る。1909年（明治42年）より本所の両国国技館で斬新な菊人形興行が行われるようになると、明治末年までには団子坂は興行地としては衰退する（1984年より再開、後述）。
その後、見世物興行が全国的に流行し、名古屋市大須で奥村伊三郎が経営した奥村黄花園、それを引き継いだ高松の乃村工藝社、そして大阪の浅野菊楽園が、遊園地などを中心として全国興行を牽引する。戦前は両国国技館や大阪・新世界のルナパークのものが、そして戦後は東急多摩川園、京成谷津遊園のものが有名であった。
近年には福島県二本松市、福井県越前市（旧武生市）、大阪府枚方市のひらかたパークでの興行が日本三大菊人形と呼ばれるに至る。しかしレジャーの様式の変化や、少子化による遊園地の経営状態の悪化などにより枚方市の菊人形が2005年（平成17年）限りで中止されるなど、近年の開催は減少傾向である。それでも従来どおり開催されている地は多く、日本各地で伝統を保っている。

## 製作方法
菊人形は、専用の菊を栽培する「園芸師」、人形の制作をおこなう「人形師」、人形に菊を着付ける「菊師」の分業で、以下のような流れで制作される。
- 菊は人形に着付ける際に作業しやすいように茎が細くて長く、しなやかで、折れにくい「人形菊」と呼ばれる小菊が用いられる。栽培は1年がかりでおこなわれ、菊人形の展示の期間に開花を合わせるため、人工照明も使用し、日照時間を調整する工夫も行われる。
- 下絵をもとに角材を使用し、人形の骨格を形作る。ついで、衣装の下地となる胴殻(どうがら)を作る、竹ひごの芯に藁を糸で巻き付け固定した巻藁(まきわら)を使用し、衣装の立体的な形状を作りながら、角材の骨格に取付けていく。
- 胴殻に菊を着付けていく、これを菊付けという。切り花ではなく、根付きのまま数株ずつまとめ、水苔で根巻きし、い草や藁でしばった束を用いる。胴殻の中に根の部分を固定し、花の部分をい草や紙紐で表面に止めていく。一体に付き小菊が120～150株が必要という。
- 人物の年齢や身分、その場面の感情などを考慮し、首(かしら)を制作、手足、小道具(鎧、扇子、帯など)を胴殻に取り付ける。
- 完成した菊人形は、1日1回根巻きに水やりし、10日から2週間程度で菊の付け替えをおこなう。

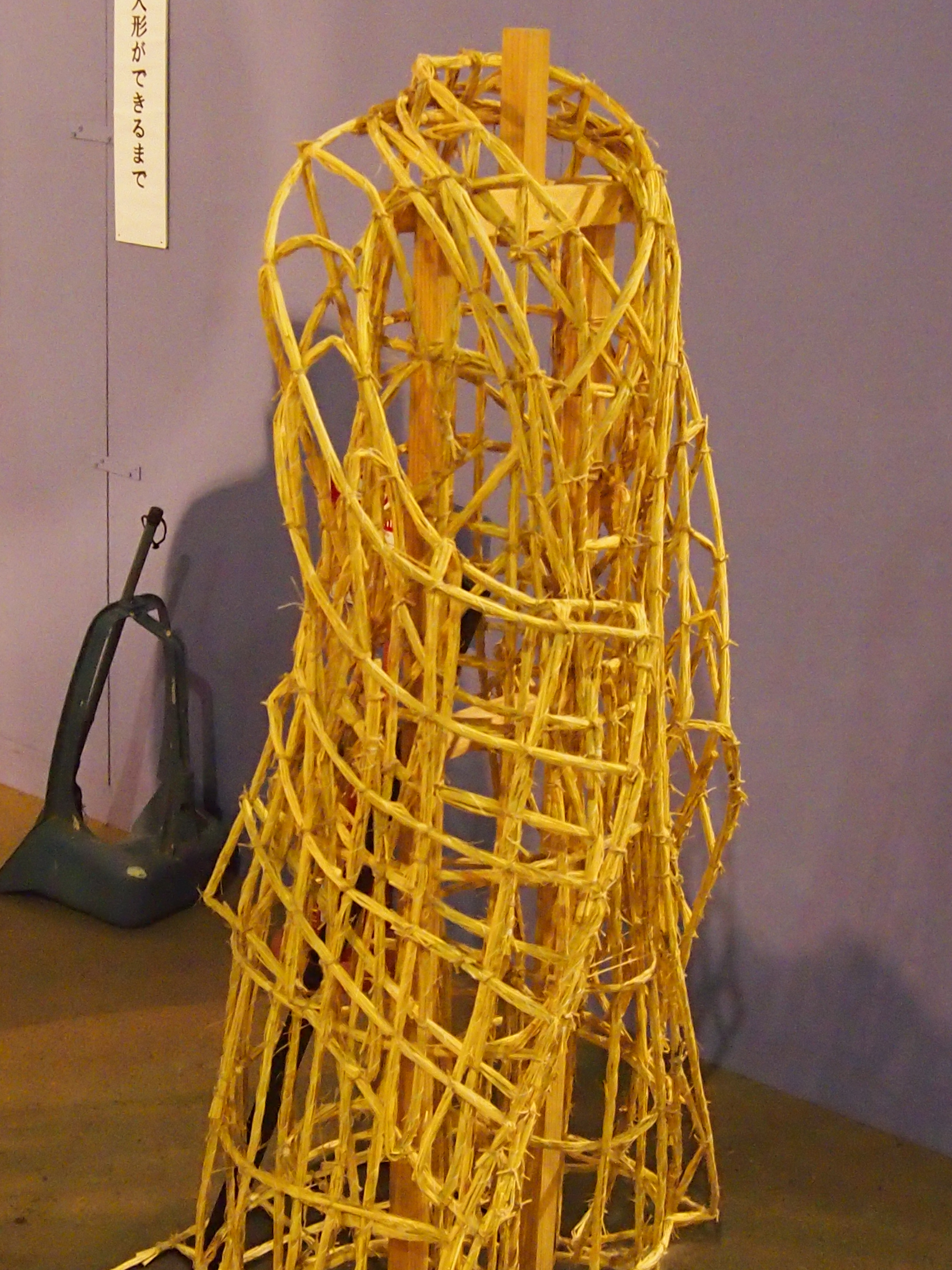
菊人形の制作1、胴殻
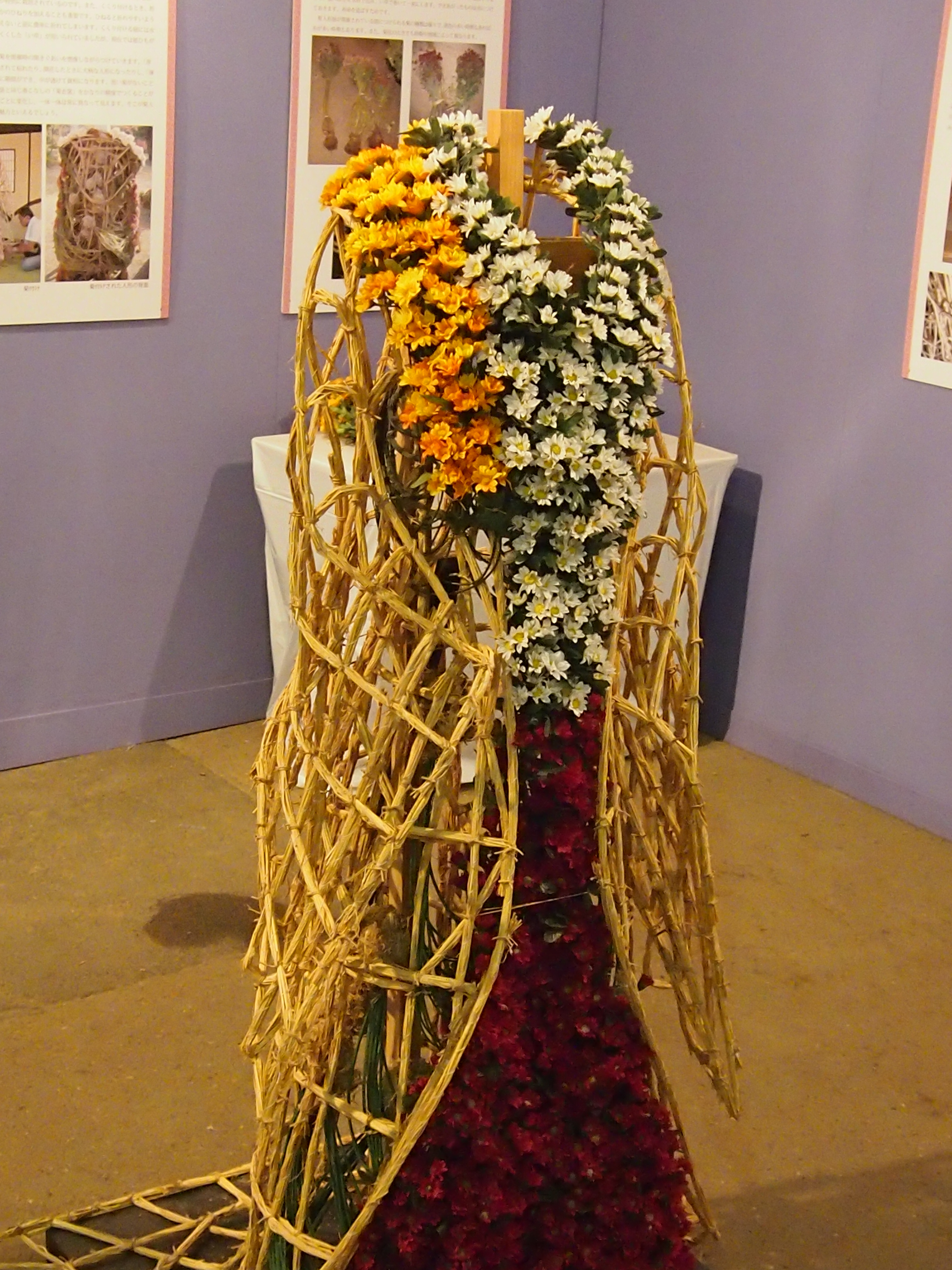
菊人形の制作2、菊付け
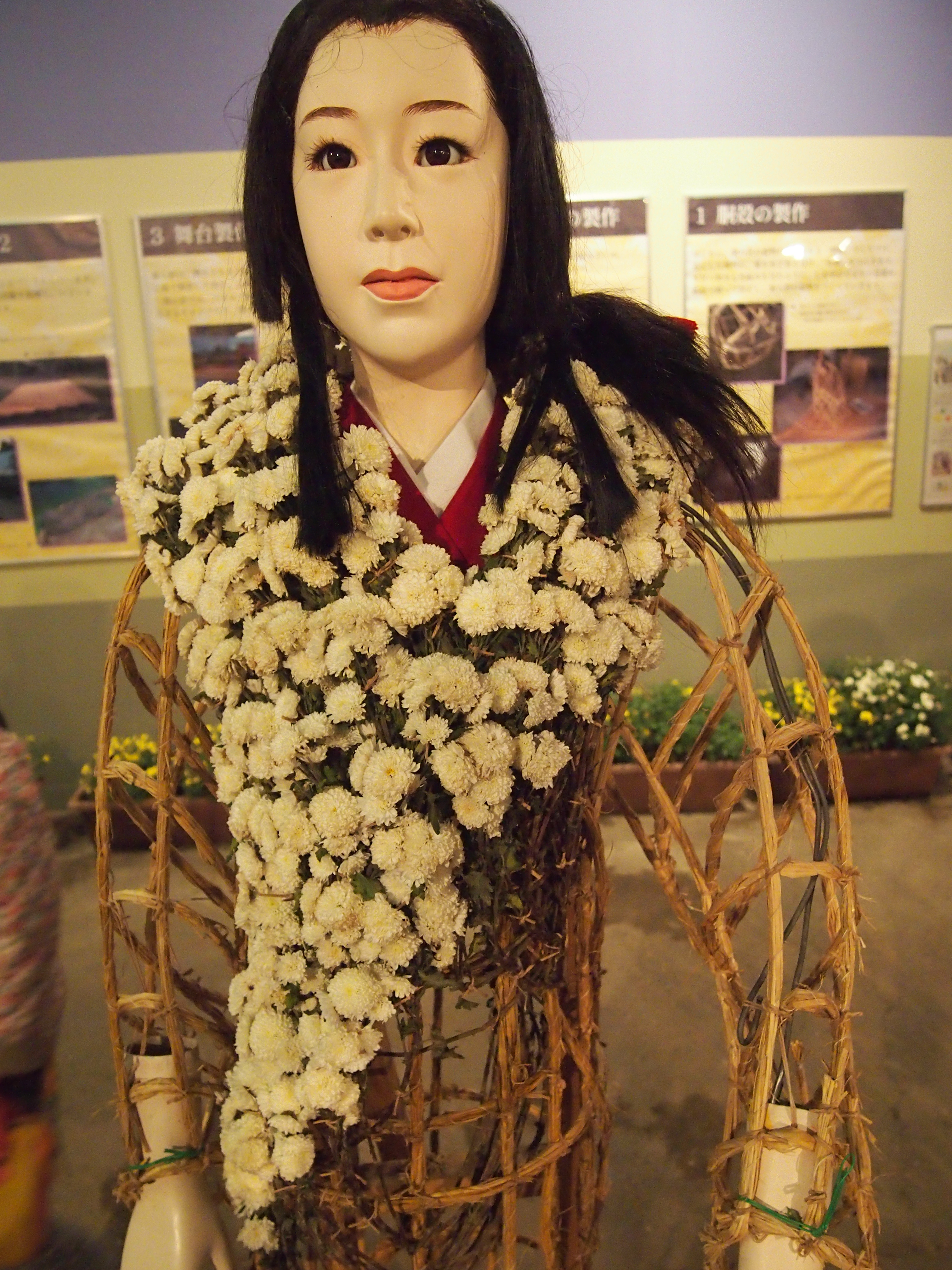
菊人形の制作3、首など取付け
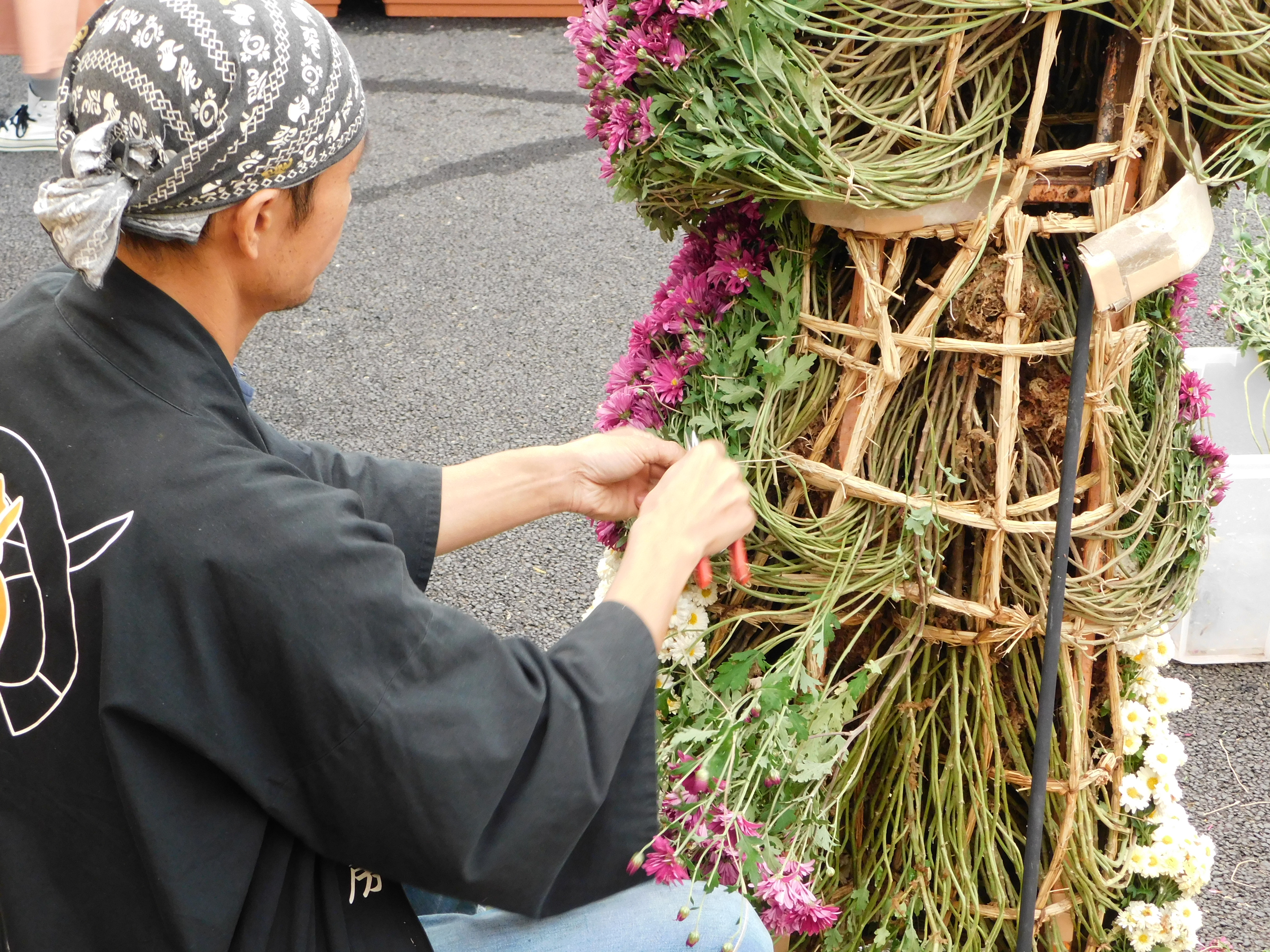
人形に菊付けをおこなう菊師

## 各地の菊人形展

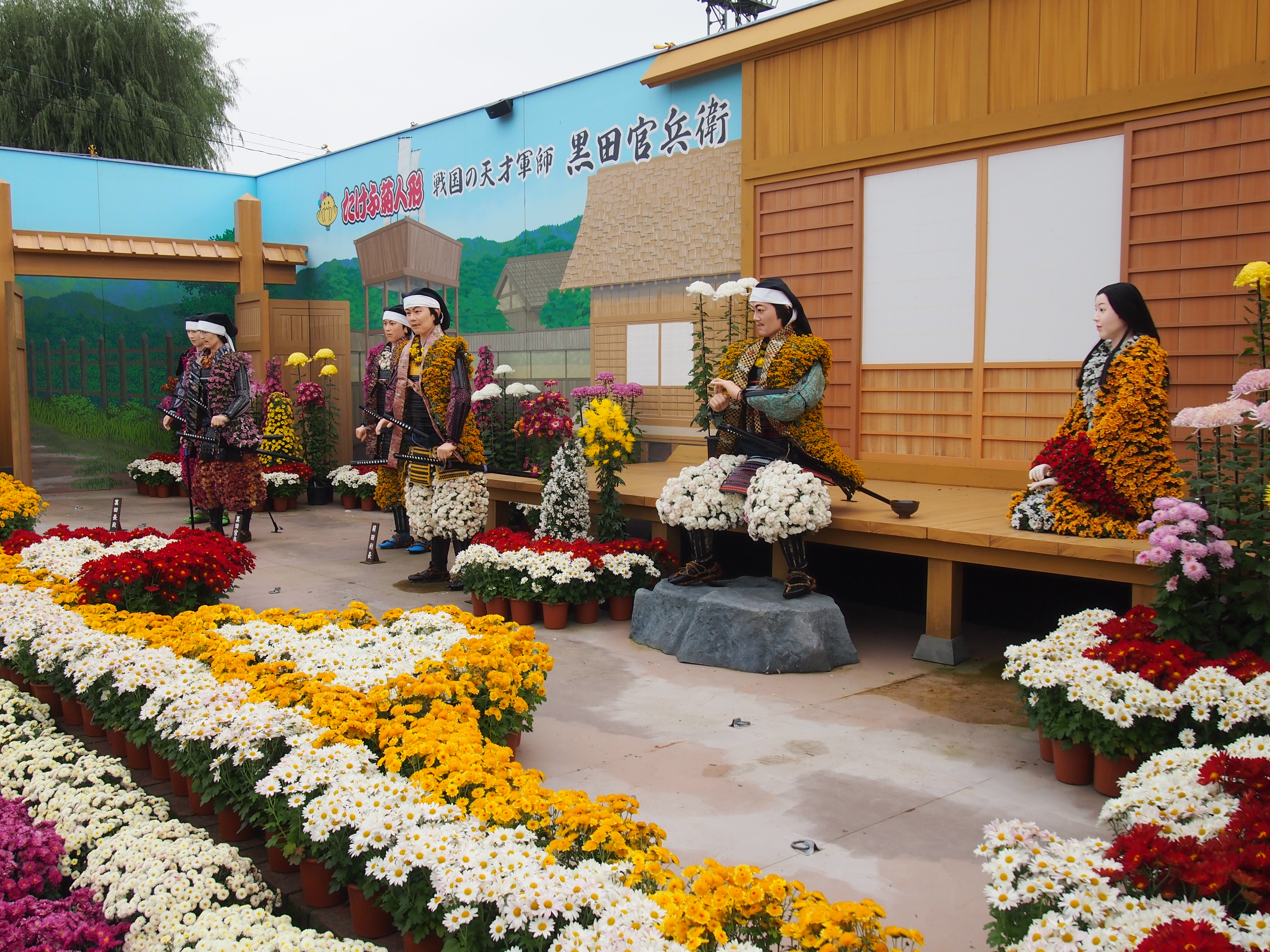
たけふ菊人形（2014年）

- 南陽菊人形 - 山形県南陽市。毎年10月上旬から11月上旬に開催。
- 二本松の菊人形 - 福島県二本松市。毎年10月1日から11月23日に開催。
- 谷中菊まつり - 東京都台東区。毎年10月上旬に開催。上記団子坂の菊人形興行を1984年（昭和59年）に復活させたもの[5]。
- たけふ菊人形 - 福井県越前市。毎年10月上旬から11月上旬に開催。
- 岐阜公園 菊人形・菊花展 - 岐阜県岐阜市。毎年10月下旬から11月下旬に開催。
- 名古屋城菊花大会 - 毎年10月中旬から11月下旬に開催。1948年（昭和23年）に初開催。

このほか北見市、弘前城、吉野川市などで開催されている。
過去
- ひらかた大菊人形 - 大阪府枚方市。ひらかたパークにおいて開催された。大掛かりなイベントとしては2005年を最後に96年の歴史に幕を下ろしたが、その後も毎年秋に、市民ボランティアが作成した菊人形が数体ひらかたパーク内に飾られている。2010年秋に京阪電車開業100周年記念として復活開催された。1992年（平成4年）に廃業した大阪府枚方市の小北酒造場は、ひらかた大菊人形に因んで銘柄「須賀天杯菊人形」を製造していた。

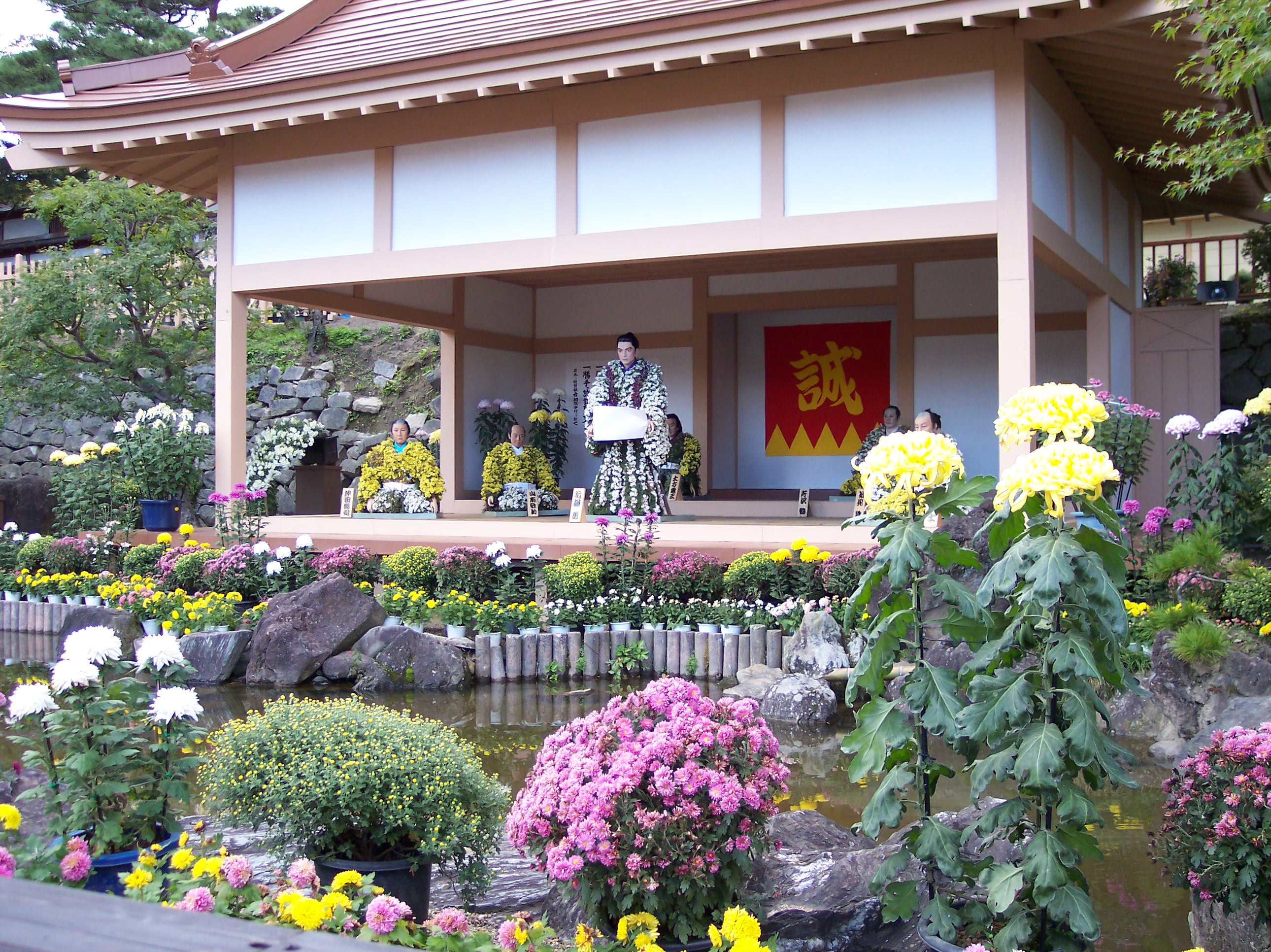
二本松の菊人形（2005年）
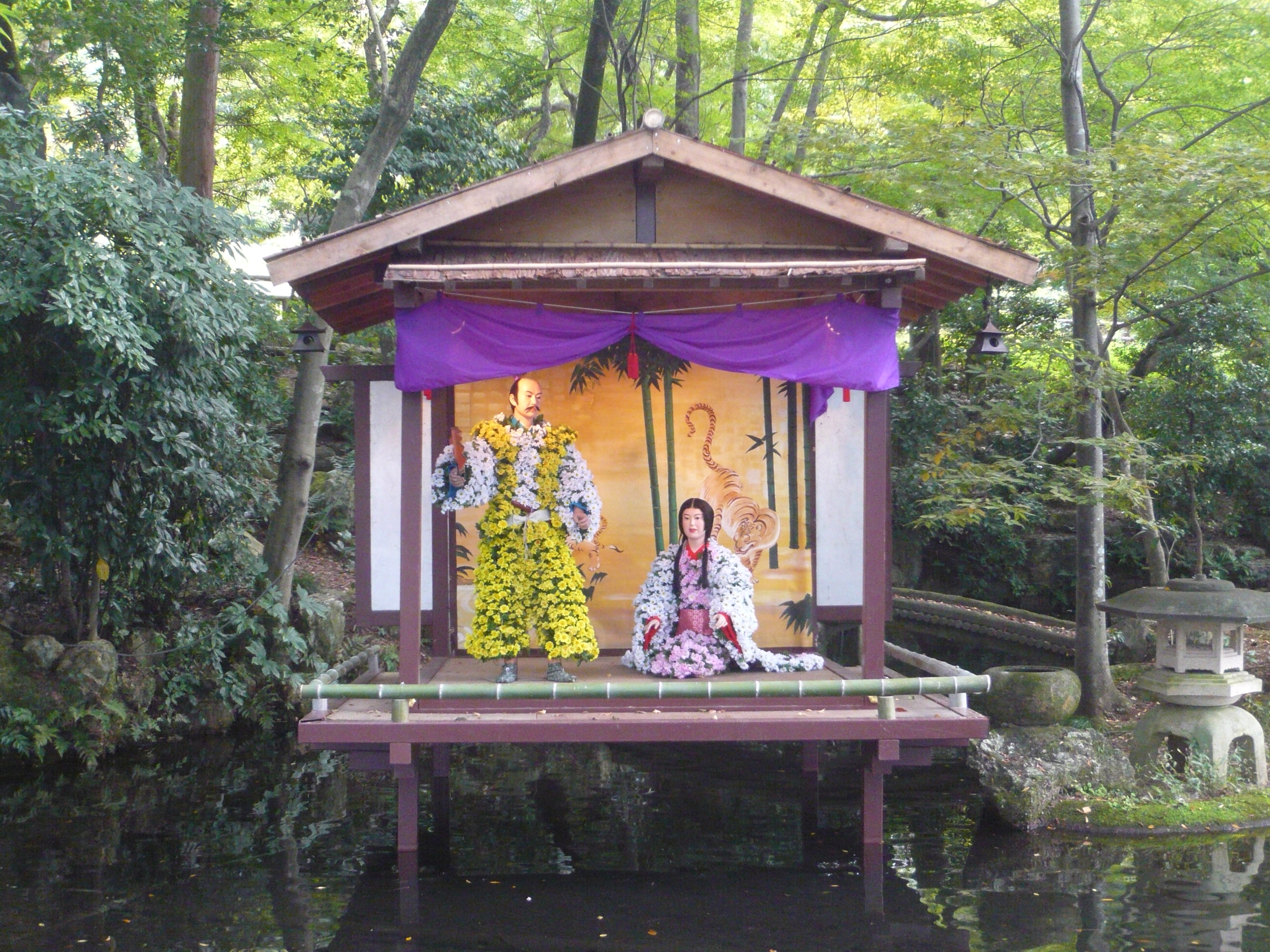
岐阜公園 菊人形・菊花展（2007年）
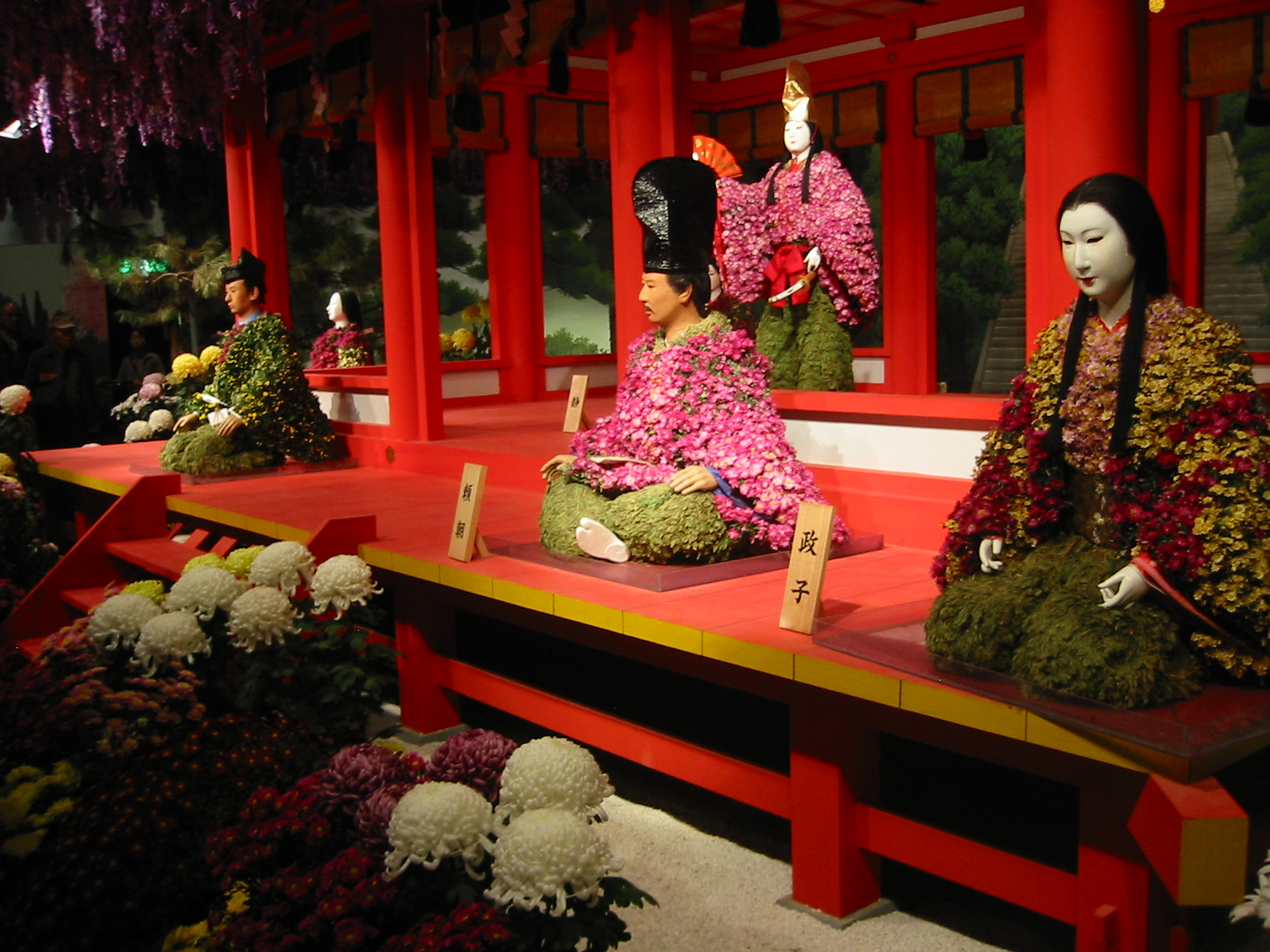
ひらかた大菊人形（2005年）

## 菊人形が登場する作品
- - 犬神家の一族 - 横溝正史の小説。
  - 吸血鬼 (江戸川乱歩) - 江戸川乱歩の小説。